# Wapienna (Góry Kaczawskie)
Wapienna (niem. Kalk Berge, 507 m n.p.m.) – wzniesienie w południowo-zachodniej części Grzbietu Małego Gór Kaczawskich, położone pomiędzy Siedlęcinem a Płoszczynką, gdzie łączy się z pozostałą częścią Grzbietu Małego.
Ku północnemu zachodowi odchodzi od Wapiennej długie ramię ze Skowronem, kończące się w Nielestnie nad Bobrem. Zbudowana jest ze staropaleozoicznych skał metamorficznych – zieleńców i łupków zieleńcowych oraz fyllitów i łupków kwarcowo-serycytowo-chlorytowych z grafitem, z wkładką marmurów (wapieni krystalicznych), należących do metamorfiku kaczawskiego. Wapienie krystaliczne były eksploatowane w starych kamieniołomach i wypalane na wapno w wapiennikach, z których pozostały tylko ruiny. Wapienna jest porośnięta lasem świerkowym z polanami zajętymi przez pola i łąki.